# Tillsonburg Airport
Tillsonburg Airport är en flygplats i Kanada.   Den ligger i provinsen Ontario, i den sydöstra delen av landet, 500 km sydväst om huvudstaden Ottawa. Tillsonburg Airport ligger 272 meter över havet.
Terrängen runt Tillsonburg Airport är platt. Närmaste större samhälle är Tillsonburg, 7,4 km söder om Tillsonburg Airport. 
Trakten runt Tillsonburg Airport består till största delen av jordbruksmark. Runt Tillsonburg Airport är det glesbefolkat, med 19 invånare per kvadratkilometer.